# Bohemiclavulus mirabilis
Bohemiclavulus mirabilis („podivný hřebíček z Čech“) byl druh menšího, vývojově primitivního pelykosaura žijícího na území dnešní České republiky v období konce karbonu (mladší prvohory, asi před 300 miliony let) na území Kounova (okres Rakovník). Druh B. mirabilis byl formálně popsán v roce 2019 Frederikem Spindlerem, Sebastianem Voigtem a Janem Fischerem na základě izolovaného hřbetního obratle nalezeného již na konci 19. století a popsaného přírodovědcem Antonínem Fričem. Původně byl řazený do rodu Edaphosaurus a později i do rodu Ianthasaurus. Jeho jméno odkazuje na delikátní povahu páteřních tuberkulí zkamenělého nálezu.

## Popis
Nalezený obratel náleží primitivnímu pelykosaurovi řazenému do čeledi Edaphosauridae a blízce příbuznému rodu Ianthasaurus. Dosahoval délky okolo půl metru a na zádech nesl výraznou hřbetní plachtu. Pro nedostatek fosilních nálezů není jasné, čím se živil, ale s největší pravděpodobností byl hmyzožravý, stejně jako jeho příbuzný Ianthasaurus.